# Capellen
Pronunciação
Capellen é um cantão do Luxemburgo e está dividido em 11 comunas.
- Bascharage
- Clemency
- Dippach
- Garnich
- Hobscheid
- Kehlen
- Koerich
- Kopstal
- Mamer
- Septfontaines
- Steinfort